# Almacelles
Almacelles är en kommun i Spanien.   Den ligger i provinsen Província de Lleida och regionen Katalonien, i den nordöstra delen av landet, 400 km öster om huvudstaden Madrid. Antalet invånare är 6 728. Arean är 49 kvadratkilometer. Almacelles gränsar till Alguaire, Almenar, El Torricó / Altorricon, Tamarite de Litera, Torrefarrera, Lleida och El Campell / Alcampell. 
Terrängen i Almacelles är lite kuperad.